# 豆腐職業摔角
《豆腐職業摔角》 （日语：／ Tōfu Puroresu */?；又譯豆腐摔角）為日本朝日電視台在2017年播出的深夜連續劇，主要由AKB48集團成員共同演出，HKT48成員宮脇咲良主演。於2017年1月22日首播，播出時間預定為2季。主角白天是普通的女高中生，晚上則變身為女子職業摔角選手。主角父親是前摔跤冠軍，後來退休後改經營「宮脇豆腐店」，但母親已故。為了復興父親留下的道場，主角將直接面對明星摔角戰隊挑戰的故事與心路歷程。
本劇最初的播出時間為週日深夜12:35－1:00，2017年4月起改為每週六晚間8:54－週日凌晨1:00播出，內容經過大幅度改編，4月24日的第14集起提早30分中播出，播出時間為週日深夜12:05－12:30。

## 角色列表

### 主角
演出該劇的AKB48集團成員，角色名稱均直接沿用現實生活的姓名，擂台名則依照其名字、專長、個性或個人特徵取名。
| 角色／擂台名                         | 演員                          | 介紹 |
| ------------------------------------ | ----------------------------- | --- |
| 宮脇咲良／櫻桃宮脇                   | 宮脇咲良                      | 家中經營女子摔角館「錦糸町道場」，但原本相當厭倦被職業摔角環繞的生活。 但父親突然病發心肌梗塞逝世（第一集），為使賴以棲身的道場不被賣掉，因而轉身投入職業摔角的世界。                       |
| 向井地美音／ 草莓向井地 → 黑莓向井地 | 向井地美音                    | 咲良的好友。所屬摔角館原為錦糸町道場，之後轉至矢崎英一郎經營的「白金道館」。 隨著所屬摔角館的轉移，在場上的屬性也從正派變成反派。                                                           |
| 横山由依／長篇大論横山               | 橫山由依 （2006年時：原舞歌） | 洋平的弟子，在錦糸町道場扮演照顧成員們的大姊角色，曾為錦糸町道場唯一的選手。 在矢崎從錦糸町道場出走、並帶走幾乎所有的道場弟子時，認同洋平對職業摔角的理念而留下。                           |
| 木崎由里亞／啪啪啦木崎               | 木崎由里亞                    | 成為摔角手前為不良少女。所屬摔角館為錦糸町道場。 |
| 加藤玲奈／可愛玲奈七                 | 加藤玲奈                      | 原為讀者模特兒（業餘時尚模特兒），成為摔角手後仍持續模特兒工作。 但因不想曝光自己摔角手的身分，出賽時都戴著面罩。所屬摔角館為錦糸町道場。                                                   |
| 古畑奈和／薩克斯古畑                 | 古畑奈和                      | 所屬摔角館為錦糸町道場。 |
| 松井珠理奈／好萊塢JURINA             | 松井珠理奈                    | 所屬摔角館為白金道館。屬於「Powerstones」職業摔跤隊。 |
| 兒玉遙／翡翠HARUKA                   | 兒玉遙                        | 所屬摔角館為白金道館。屬於「Powerstones」職業摔跤隊。 |
| 島田晴香／挖土機島田                 | 島田晴香                      | 所屬摔角館為白金道館。屬於「工地現場同盟」職業摔跤隊。 |
| 松村香織／打樁機松村                 | 松村香織                      | 所屬摔角館為白金道館。屬於「工地現場同盟」職業摔跤隊。 |
| 山田野繪／噪音山田                   | 山田野繪                      | 所屬摔角館為白金道館。 |
| 白間美瑠／道頓堀白間                 | 白間美瑠                      | 所屬摔角館為白金道館。 |
| 須田亞香里／章魚須田                 | 須田亞香里                    | 所屬摔角館為白金道館。 |
| 高柳明音／飛鳥高柳                   | 高柳明音                      | 所屬摔角館為白金道館。 |
| 木下百花／美少年百花                 | 木下百花                      | 所屬摔角館為白金道館。 |
| 湯本亞美／科內瑪奇湯本               | 湯本亞美                      | 所屬摔角館為白金道館。 |
| 中井莉加／MAX中井                    | 中井莉加                      | 白金職業摔跤隊練習生。 |
| 加藤美南／指揮棒美南                 | 加藤美南                      | 白金道館練習生。 |
| 宮脇洋平／銜尾蛇洋平                 | 菅原大吉                      | 咲良的父親，前職業摔跤手，退休後創立錦糸町道場、同時在道場旁經營「宮脇豆腐店」。 |
| 坂巻流司／阿里基德流司               | 今野浩喜                      | |
| 矢崎英一郎                           | 渡邊一惠                      | 白金道館以及W.I.P.（世界偶像職業摔角賽）創設者，錦糸町道場的所有權人。原為洋平的大弟子。 認為女子職業摔角有更多的發展可能，在道場經營上與洋平不合，因而出走自創立白金道館、並成立了W.I.P.。 |

### 其他角色
- 大河內菲爾：江利川祐

W.I.P.的裁判。
- 神宮寺一馬：野上慎平（朝日電視台主播）

負責W.I.P.實況轉播的主播。
- 時宗正子：佐藤真弓

W.I.P.解說員，摔角周刊總編輯。
- 咲良的母親：田中愛（照片演出）

於咲良幼年時期病逝。
- 濱谷達郎：菅原大吉（分飾）

濱谷電器店社長，由依的未婚夫。

### 各集客串角色
- 古館伊知郎（日语：古舘伊知郎）：本人飾演（第1集）

負責W.I.P.實況轉播的主播。聲音演出。
- 地上建物審查人：辻修（第1集）
- 玲奈的隨行人員：野伶那（第2集、第3集、第9集）、穴田千尋（第3集、第9集）、二階堂姫瑠（第2集、第3集）
- 職業角力選手：夏洛特麗良（第3集）
- 馬場：村上航（第3集）

演藝經紀公司的星探。
- 流司公寓的住戶：小貫加惠（第3集）
- 由里亞的母親：山下容莉枝（第6集）

舶來品商店老闆娘。替錦糸町道場的選手製作服裝。
- 導演：芹澤興人（第7集）

運動紀實節目「運動員Get You」的導演。
- 傳奇小嶋：小嶋陽菜（第8集）

錦糸町道場現役摔角選手暨W.I.P.首任冠軍。
- 導演：竹森千人（第8集）
- 道場比賽的觀眾：捷豹橫田（第9集）
- 醫師：薄井伸一（第11集）

替珠理奈診察傷勢的醫師。
- 格鬪家： ALEXANDER H（第12集）

花美男百花的格鬪技陪練夥伴。
- 阿一（カズ）： 加藤仁志（第13集）

松村的男朋友，曾是道頓堀白間的粉絲，觀戰時會穿著印有道頓堀白間照片的T恤。
- 老奶奶：池谷伸枝（第13集）

島田常光顧的投幣洗衣店顧客。
- 十文字：田畑祐一（朝日電視台主播）（第14集）

OVER THE TOP WEST舞台的現場實況主播。
- 阿楨（マッキー）：諏訪雅（第14集）

道頓堀白間的前前任粉絲。因為須田的「神回應」而再度成為道頓堀白間的粉絲。
- 裁判：村杉先生（第15集、第17集）[3]

OVER THE TOP WEST舞台的裁判。
- 克拉克吉田：古田烏龍太（第15集）

OVER THE TOP WEST舞台的現場實況解説。
- 米奇小笠原：谷田歩（第15集、第20集）

美國摔角聯盟WWZ亞洲區決策部長。
- 金剛黛比：Nyla Rose（第20集）

WWZ最強的摔角選手。與JURINA的特別比賽中激戰3小時後敗陣。
- 口譯：今井梓（第20集）

金剛黛比的口譯人員。
- 經紀人：松本浩代（第20集）

金剛黛比的經紀人。
- 男性上班族：淺見紘至、大津尋葵（第21集）

咲良遇見的上班族。她在準決賽後的練習時無意間聽見「她只要好好當個偶像及摔角手，讓我們開心就行了」如此語帶侮辱的話之後，決心重新振作。
- 趁機偷竊的男子：Milano Collection A.T.（澤藤章人）（第24集）

在錦糸町道場兼宮脇豆腐店門前搶走女子的手提包後意圖逃跑，被咲良以十字固定法制服。
- 神秘練習生：大家志津香、小田繪里奈、達家真姫寶、谷口惠、中西智代梨、廣瀨夏樹、福岡聖菜、馬嘉伶（第24集）

咲良以十字固定法制服前搶走女子的手提包的竊賊時，突然出現在咲良面前的練習生。

### 開場主播
- 加藤登紀子
- 田畑祐一（朝日電視台主播）（第5集、第11集、第16集、第21集）

## 製作團隊
- 企劃、原作：秋元康
- 導演：豐島圭介、吉田浩太、井上雄介
- 劇本：德尾浩司、鈴木太一 等
- 音樂：Scat後藤
- 主題歌：AKB48「Shoot Sign」
- 摔角指導：Milano Collection A.T.、下田美馬、新井健一郎（第5集－）
- 服裝設計師：江口里佳
- 標題動畫：寬闊。（日本漫畫家）
- 內部事務：小野仁（朝日電視台）
- 協助：AKS、Y&N Brothers、新日本職業摔角
- 製作人：林雄一郎（朝日電視台）、池田邦晃（朝日電視台）、中澤晉（Office Crescendo）、谷鹿夏希（Office Crescendo）、水島森（dentsu）、新居祐介（dentsu）
- 技術協助：池田屋、東京音效製作公司（TSP）
- 美術協助：JOYART
- 製作協助：Office Crescendo
- 製作：朝日電視台
- 製作出品：WIP2017製作委員會

## 各集資訊與收視率
| 集數         | 播出日期      | 日文原標題 | 標題中文翻譯                     | 編劇       | 導演     | 備註             |
| 第一章       | 第一章        | 第一章     | 第一章                           | 第一章     | 第一章   | 第一章           |
| ------------ | ------------- | ---------- | -------------------------------- | ---------- | -------- | ---------------- |
| 1            | 2017年1月22日 |            | 戰鬥吧！女高中生                 | 德尾浩司   | 豐島圭介 |                  |
| 2            | 2017年1月29日 |            | 看似哭喪著臉，實則汗流滿面       | 德尾浩司   | 豐島圭介 |                  |
| 3            | 2017年2月5日  |            | 歡迎來到WIP                      | 德尾浩司   | 豐島圭介 | 延後10分鐘播出   |
| 4            | 2017年2月12日 |            | 跳躍的Sakura                     | 德尾浩司   | 豐島圭介 |                  |
| 5            | 2017年2月19日 |            | 打下去！打下去！打下去！         | 鈴木太一   | 吉田浩太 |                  |
| 6            | 2017年2月26日 |            | 最強的兩人？                     | 德尾浩司   | 吉田浩太 |                  |
| 7            | 2017年3月5日  |            | 珠理奈的選擇                     | 德尾浩司   | 豐島圭介 |                  |
| 8            | 2017年3月12日 |            | 還沒到敲鐘結束的時候呢！         | 德尾浩司   | 豐島圭介 |                  |
| 9            | 2017年3月19日 |            | 激烈！道場對決！                 | 鈴木太一   | 井上雄介 |                  |
| 10           | 2017年3月26日 |            | 擂台上有什麼？                   | 鈴木太一   | 井上雄介 |                  |
| 第二章       |               |            |                                  |            |          |                  |
| 11           | 2017年4月2日  |            | 美音發生了什麼事                 | 德尾浩司   | 豐島圭介 |                  |
| 12           | 2017年4月9日  |            | 死或生                           | 德尾浩司   | 豐島圭介 |                  |
| 13           | 2017年4月16日 |            | 啊！！花樣的工地現場同盟         | 鈴木太一   | 豐島圭介 |                  |
| 14           | 2017年4月23日 |            | 復仇對決                         | 遠山繪梨香 | 二宮崇   | 播出時段有所變動 |
| 15           | 2017年4月30日 |            | 戀愛職業摔角                     | 阿部沙耶佳 | 二宮崇   |                  |
| 16           | 2017年5月7日  |            | 開始走向地獄的大逃殺對決！       | 德尾浩司   | 井上雄介 |                  |
| 17           | 2017年5月14日 |            | 無法使用肘擊？                   | 德尾浩司   | 井上雄介 |                  |
| 18           | 2017年5月21日 |            | 輸了得畢業，贏了也得畢業？       | 鈴木太一   | 井上雄介 |                  |
| 19           | 2017年5月28日 |            | 心之眼                           | 德尾浩司   | 井上雄介 |                  |
| 20           | 2017年6月4日  |            | 這是珠理奈的生存之道             | 遠山繪梨香 | 片山修   |                  |
| 21           | 2017年6月11日 |            | 女兒與弟子的同門對決             | 鈴木太一   | 片山修   |                  |
| 22           | 2017年6月18日 |            | 敬啟，挖土機島田大人             | 鈴木太一   | 片山修   | 延後30分鐘播出   |
| 23           | 2017年6月25日 |            | 當我想起時，一路走來豆腐已在前方 | 德尾浩司   | 豐島圭介 |                  |
| 24（完結篇） | 2017年7月2日  |            | 最棒的豆腐摔角                   | 德尾浩司   | 豐島圭介 |                  |

## 外部鏈結
- 《豆腐職業摔角》官方網站（页面存档备份，存于）（日語）
- 豆腐職業摔角的X（前Twitter）
- 豆腐職業摔角的Instagram帳戶
- 豆瓣电影上《豆腐職業摔角》的資料 （简体中文）